# 두즈궈
두즈궈(중국어: 杜志国, 병음: Dù Zhìguó, 한자음: 두지국, 1954년 9월 29일 ~ )은 중국의 배우이다. 허베이성에서 태어났으며 후이족 출신이다.

## 방송
- 미공하대안
- 지화
- 전뢰신
- 이위당관
- 정관장가

## 영화
- 지화 (2014년)
- 미공하대안 (2014년)
- 관서무겁도 (2003년) - 화랑, 일도선 역
- 이위당관 (2002년)
- 척화영웅 (2001년)
- 칠칠사변 (1995년)